# Challenger de Barletta

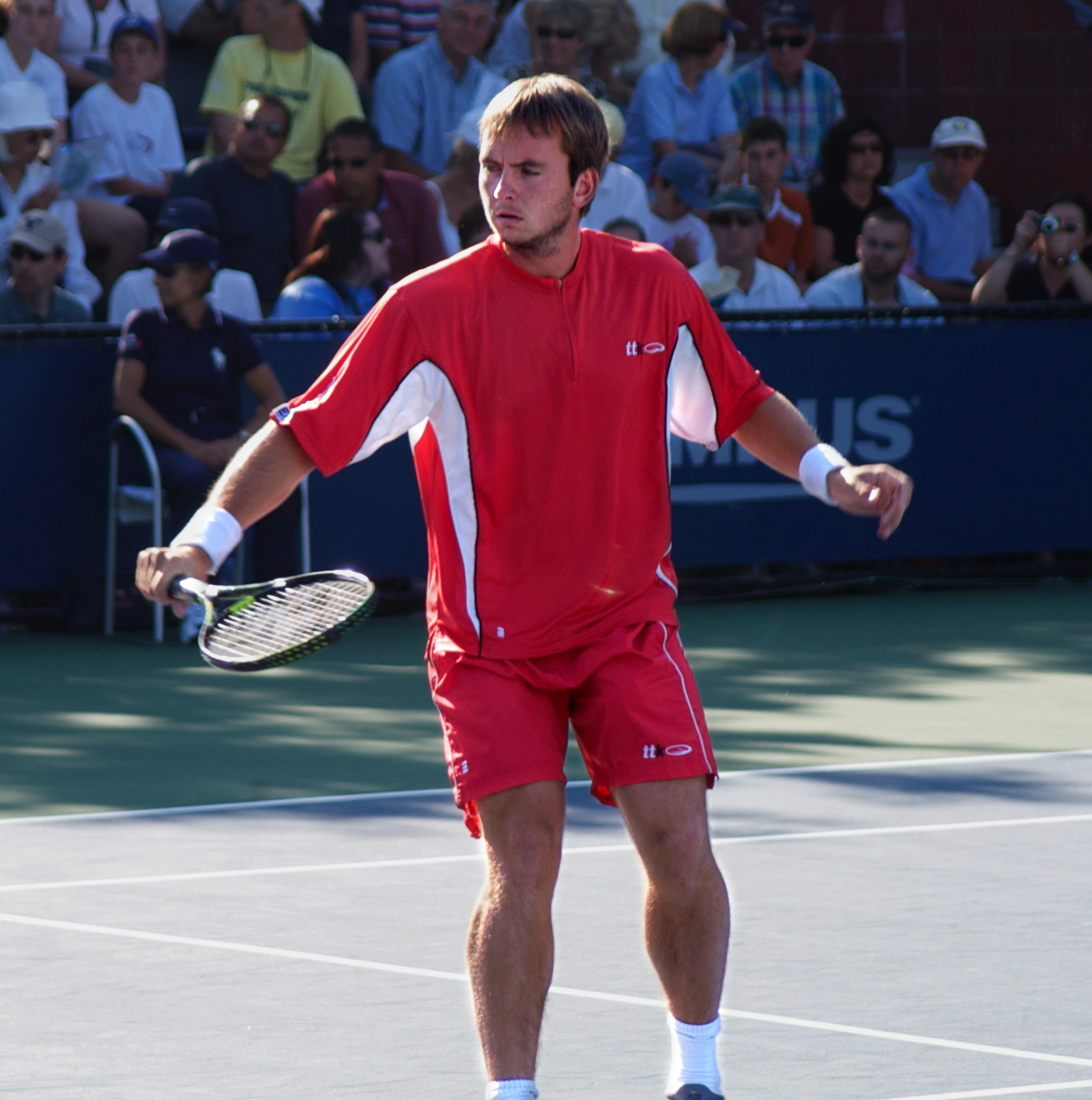
El checo Ivo Minář se consagró campeón en individuales en el año 2009, al derrotar en la final a Santiago Ventura

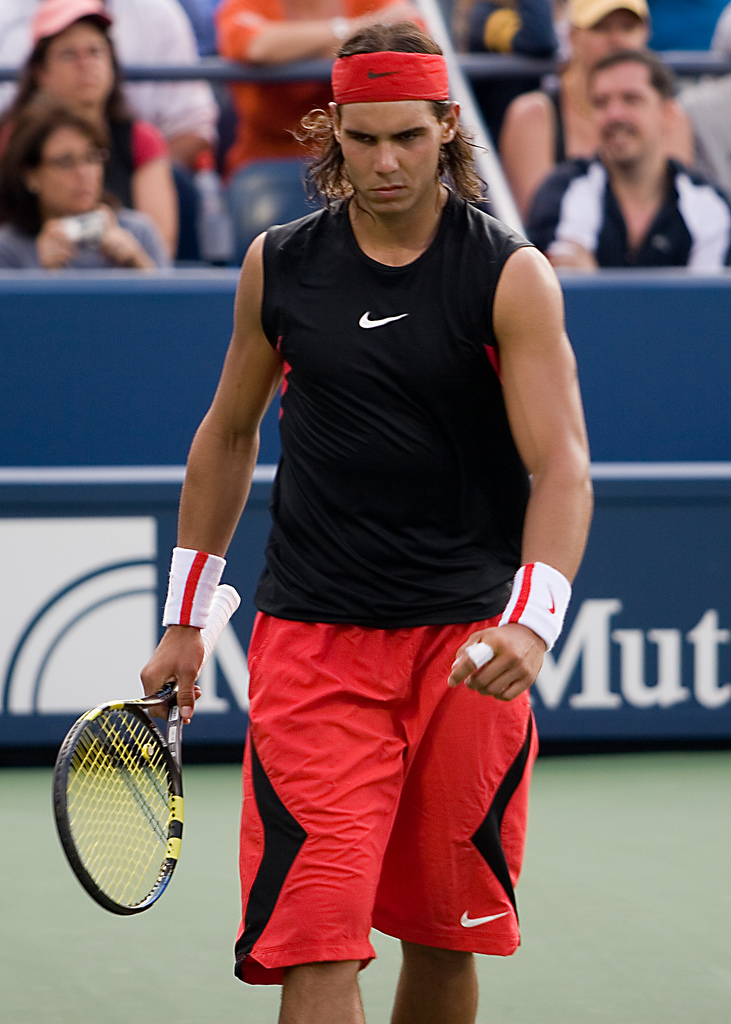
El español Rafael Nadal se proclamó campeón en categoría individuales en el año 2003, con tan solo 16 años

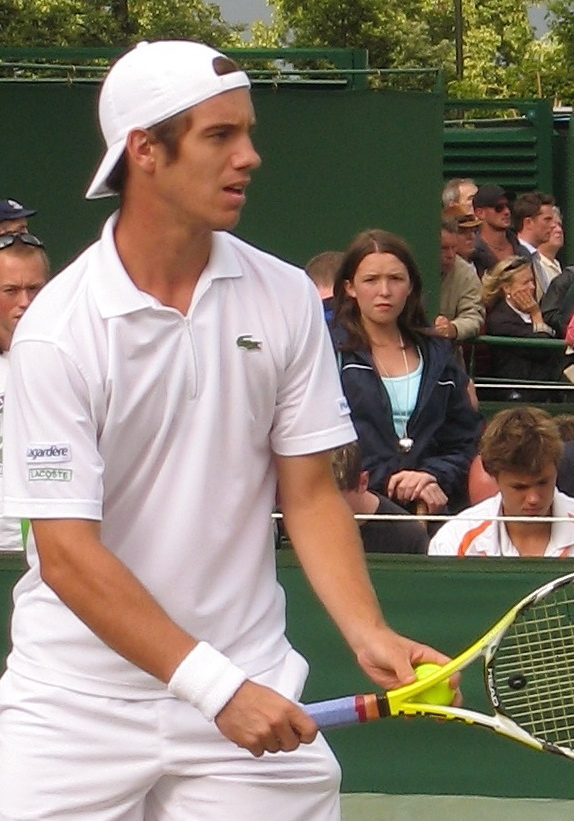
El francés Richard Gasquet, ganador en individuales de la edición 2005

El Open Città della Disfida es un torneo profesional de tenis. Pertenece al ATP Challenger Tour. Se juega desde el año 1997 sobre pistas de polvo de ladrillo, en Barletta, Italia.

## Palmarés[2]

### Individuales
| Año       | Campeón                | Finalista                  | Resultado             |
| --------- | ---------------------- | -------------------------- | --------------------- |
| 2025      | Dalibor Svrčina        | Vitaliy Sachko             | 7–5, 6–3              |
| 2024      | Damir Džumhur          | Harold Mayot               | 6–1, 6–3              |
| 2023      | Shintaro Mochizuki     | Santiago Rodríguez Taverna | 6–1, 6–4              |
| 2022      | Nuno Borges            | Miljan Zekić               | 6–3, 7–5              |
| 2021      | Giulio Zeppieri        | Flavio Cobolli             | 6–1, 3–6, 6–3         |
| 2020      | No realizado           | No realizado               | No realizado          |
| 2019      | Gianluca Mager         | Nikola Milojevic           | 7–6(7), 5–7, 3–2 ret. |
| 2018      | Marco Trungelliti      | Simone Bolelli             | 2–6, 7–6(4), 6–4      |
| 2017      | Aljaž Bedene           | Gastão Elias               | 7–6(4), 6–3           |
| 2016      | Elias Ymer             | Adam Pavlásek              | 7–5, 6–4              |
| 2013–2015 | No realizado           | No realizado               | No realizado          |
| 2012      | Aljaž Bedene           | Potito Starace             | 6–2, 6–0              |
| 2011      | Aljaž Bedene           | Filippo Volandri           | 7–5, 6–3              |
| 2010      | Pere Riba              | Steve Darcis               | 6–3, ret.             |
| 2009      | Ivo Minář              | Santiago Ventura           | 6–4, 6–3              |
| 2008      | Mijaíl Kukushkin       | Boris Pašanski             | 6–3, 6–4              |
| 2007      | Carlos Berlocq         | Werner Eschauer            | 3–6, 7–6(7), 2–0 ret. |
| 2006      | Jan Hájek              | Stefano Galvani            | 6–2, 6–1              |
| 2005      | Richard Gasquet        | Alessio di Mauro           | 6–3, 7–6(6)           |
| 2004      | Nicolás Almagro        | Tomas Behrend              | 7–5, 6–2              |
| 2003      | Rafael Nadal           | Albert Portas              | 6–2, 7–6(2)           |
| 2002      | Sergi Bruguera         | Renzo Furlan               | 3–6, 7–6(5), 7–6(5)   |
| 2001      | Félix Mantilla         | Markus Hipfl               | 6–3, 1–0 retired      |
| 2000      | Germán Puentes-Alcaniz | Tommy Robredo              | 6–4, 7–6(3)           |
| 1999      | Jacobo Díaz-Ruíz       | Guillermo Cañas            | 6–7(6), 6–0, 6–3      |
| 1998      | Francisco Cabello      | Salvador Navarro-Gutiérrez | 6–4, 6–4              |
| 1997      | Carlos Costa           | Davide Sanguinetti         | 6–3, 6–2              |

### Dobles
| Año       | Campeones                              | Finalistas                              | Resultado         |
| --------- | -------------------------------------- | --------------------------------------- | ----------------- |
| 2025      | Alexander Merino Christoph Negritu     | Mats Hermans Tiago Pereira              | 7–6(5), 6–2       |
| 2024      | Zdeněk Kolář Chun-hsin Tseng           | Théo Arribagé Benjamin Bonzi            | 1–6, 6–3, [10–7]  |
| 2023      | Jacopo Berrettini Flavio Cobolli       | Zdeněk Kolář Denys Molchanov            | 1–6, 7–5, [10–6]  |
| 2022      | Evgeny Karlovskiy Evgenii Tiurnev      | Ben McLachlan Szymon Walków             | 6–4, 6–4          |
| 2021      | Marco Bortolotti Cristian Rodríguez    | Gijs Brouwer Jelle Sels                 | 6–2, 6–4          |
| 2020      | No realizado                           | No realizado                            | No realizado      |
| 2019      | Denís Molchánov Igor Zelenay           | Tomislav Brkić Tomislav Draganja        | 7–6(1), 6–4       |
| 2018      | Denís Molchánov Igor Zelenay           | Ariel Behar Máximo González             | 6–1, 6–2          |
| 2017      | Marco Cecchinato Matteo Donati         | Marin Draganja Tomislav Draganja        | 6–3, 6–4          |
| 2016      | Johan Brunström Andreas Siljeström     | Flavio Cipolla Rogério Dutra Silva      | 0–6, 6–4, [10–8]  |
| 2013–2015 | No realizado                           | No realizado                            | No realizado      |
| 2012      | Johan Brunström Dick Norman            | Jonathan Marray Igor Zelenay            | 6–4, 7–5          |
| 2011      | Lukáš Rosol Igor Zelenay               | Martin Fischer Andreas Haider-Maurer    | 6–3, 6–2          |
| 2010      | David Marrero Santiago Ventura         | Ilija Bozoljac Daniele Bracciali        | 6–3, 6–3          |
| 2009      | Santiago Ventura Rubén Ramírez Hidalgo | Pablo Cuevas Luis Horna                 | 7–6(1), 6–2       |
| 2008      | Flavio Cipolla Marcel Granollers       | Oliver Marach Michal Mertiňák           | 6–3, 2–6, 11–9    |
| 2007      | David Marrero Albert Portas            | Alessandro Motti Simone Vagnozzi        | 6–4, 6–4          |
| 2006      | Santiago Ventura Fernando Vicente      | Flavio Cipolla Alessandro Motti         | 7–6(2), 4–6, 10–8 |
| 2005      | Tom Vanhoudt Kristof Vliegen           | Lukáš Dlouhý Yuri Schukin               | 6–4, 5–7, 7–5     |
| 2004      | Marc López Fernando Vicente            | Jaroslav Levinský David Škoch           | 7–6(6), 4–6, 6–4  |
| 2003      | Sebastián Prieto Sergio Roitman        | Massimo Bertolini Giorgio Galimberti    | 6–3, 3–6, 6–3     |
| 2002      | Massimo Bertolini Cristian Brandi      | Renzo Furlan Uros Vico                  | 4–6, 6–3, 7–6(4)  |
| 2001      | Germán Puentes-Alcaniz Jairo Velasco   | Tomas Behrend Mijaíl Yuzhny             | 6–1, 1–0 retired  |
| 2000      | Petr Kovačka Pavel Kudrnáč             | Dinu-Mihai Pescariu Vincenzo Santopadre | 6–7(4), 6–2, 6–0  |
| 1999      | Guillermo Cañas Javier Sánchez         | Gastón Gaudio Hernán Gumy               | 4–6, 6–2, 6–2     |
| 1998      | Juan Balcells Juan-Ignacio Carrasco    | Thomas Strengberger Dušan Vemić         | 7–6(4), 6–3       |
| 1997      | Nuno Marques Tom Vanhoudt              | Alberto Martín Albert Portas            | 6–3, 6–4          |